# Jakob Dylan
Jakob Luke Dylan (New York, 9 dicembre 1969) è un cantautore e chitarrista statunitense.

## Biografia
È conosciuto come voce e autore della rock band The Wallflowers e come figlio del cantautore Bob Dylan e dell'ex moglie Sara Dylan e come fratello di Jesse Dylan.
Nel 2008 debutta con il suo primo album da solista intitolato Seeing Things.
Nel 2010 esce il suo secondo album Woman & Country, prodotto da T-Bone Burnett, che nel 1996  aveva già collaborato a Bringing Down The Horse, secondo disco dei The Wallflowers dopo l'esordio con l'album omonimo del 1992.